# ماریا هیکیلا
ماریا هِیکّیلَه (به انگلیسی: Marja Heikkilä) (زادهٔ ۱۲ سپتامبر ۱۹۷۷) شناگر اهل فنلاند است.